# Ectatomminae

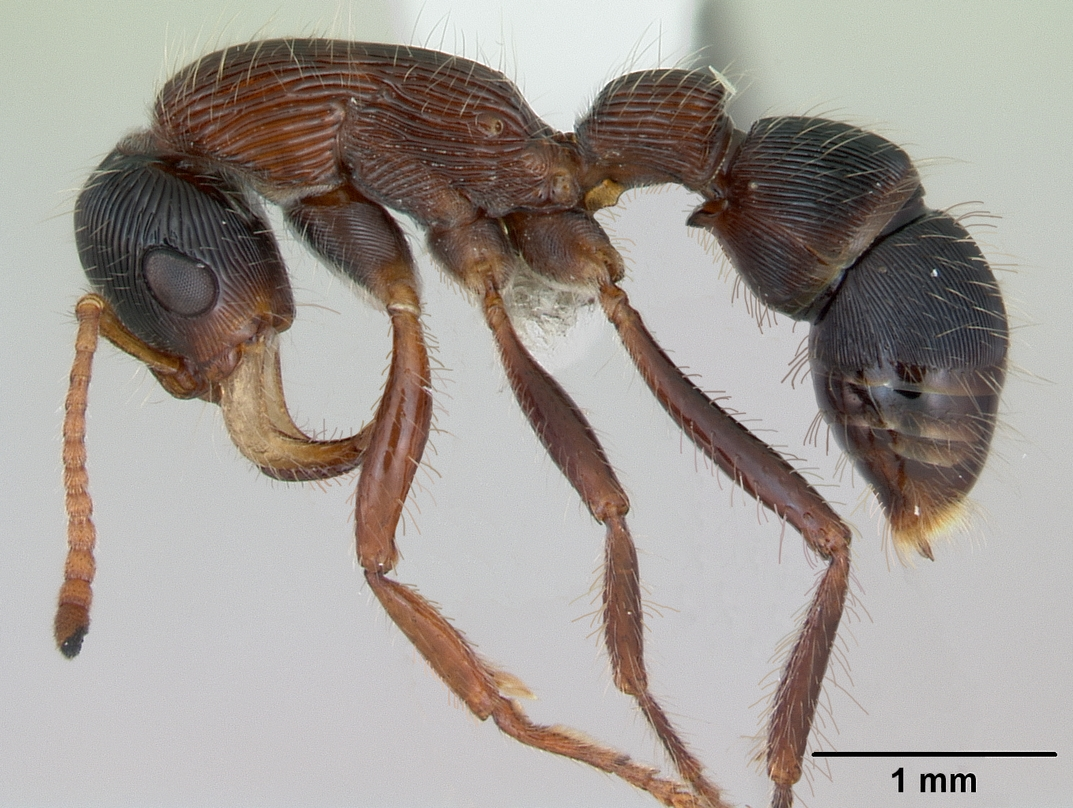
Gnamptogenys sulcata

Ectatomminae (лат.) — подсемейство примитивных тропических муравьёв (длиной около 3—9 мм) в составе семейства Formicidae.

## Распространение
Пантропический ареал.

## Описание
Усики рабочих и самок 12-члениковые, а у самцов состоят из 13 сегментов. Голени задних ног с одной простой шпорой, или она отсутствует (у подсемейства понерины там 2 шпоры). Стебелёк между грудкой и брюшком состоит из одного сегмента (петиоль). Развита явная перетяжка между 3-м и 4-и абдоминальным сегментами (аналог постпетиоля мирмицин). Жало хорошо развито.
Характерна примитивная социальная организация. Однако у некоторых видов встречается возрастной полиэтизм (разделение труда рабочих), например у некоторых представителей рода Ectatomma, таких как Ectatomma tuberculatum, Ectatomma brunneum (quadridens), Ectatomma planidens и Ectatomma opaciventre.
Численность семей эктатомминовых муравьёв варьирует от нескольких десятков муравьёв до нескольких сотен особей (например, у Ectatomma tuberculatum).
У Ectatomma tuberculatum обнаружена факультативная полигиния: из 130 исследованных муравейников лишь 39,2 % были моногинными (с одной маткой), в то время как 43,8 % оказались полигинными. Полигинные колонии содержали значительно большее количество рабочих муравьёв, чем моногинные. Количество маток в полигинных семьях варьирует от 2 до 26, со средним показателем 4 ± 4 матки на одну семью. Все родившиеся в этом гнезде матки (nestmate queens) были яйцекладущие без иерархии доминирования и без агрессивного поведения. Принятые извне матки (non-nestmate queens) были адаптированы моногинными семьями, что говорит от развитии вторичной полигинии на основе принятия чужих самок.
Среди других представителей подсемейства Ectatomminae такие полигинные виды, как Ectatomma permagnum (Paiva and Brandão, 1989), Ectatomma ruidum (Lachaud et al., 1999), и Gnamptogenys striatula (Blatrix and Jaisson, 2001), а колонии муравьёв рода Rhytidoponera содержат несколько оплодотворённых рабочих, известных как гамэргаты.
У муравьёв Ectatomma brunneum (quadridens) обнаружена частая смена гнёзд. Из 35 исследованных муравейников Е. brunneum, 24 изменили своё местоположение в течение трёх месяцев.
Муравейники земляные, у Ectatomma vizottoi достигают глубины более 3 м и содержат несколько камер (от 3 до 10).
В целом архитектура гнёзд простая с нерегулярной системой туннелей и камер (Ectatomma opaciventre, Ectatomma edentatum).
Гнёзда Ectatomma brunneum располагаются на глубине от 3 до 89 см (максимально до 103,5) и включают от 2 до 8 камер круглой или овальной формы с общим гнездовым входом диаметром до 0,45 см (от 0,1 до 0,5). Их семьи включают от 16 до 116 имаго. Численность преимагинальных стадий максимально (в декабре) 389 личинок и 14 коконов. Туннели, соединяющие камеры имеют размер 1,0 ± 0,1 см в диаметре. Исследователи не обнаружили положительную корреляцию между объёмом камеры и её глубиной. Ectatomma brunneum встречаются в разнообразных открытых биотопах, включая изменённые человеком, например, на плантациях, пастбищах, газонах, дорогах и вырубках лесов; охотятся на мелких членистоногих и посещают внецветковые нектарники.

## Классификация
Включает примитивных современных муравьёв. Всего около 250 видов. По данным Болтона (Bolton, 2003), установившего это подсемейство, являются членами Понероморфной группы муравьёв «The poneromorph subfamilies» (Amblyoponinae, Ectatomminae, Heteroponerinae, Paraponerinae, Ponerinae, Proceratiinae). Ранее, рассматривались в статусе трибы Ectatommini в составе подсемейства Ponerinae. Ectatomminae в широком смысле (Lattke, 1994) включало также трибы Paraponerini (Paraponera), Proceratiini для родов Proceratium и Discothyrea, и собственно Ectatommini (Ectatomma, Rhytidoponera, Gnamptogenys, Heteroponera и Acanthoponera) с неясным положением Aulacopone.
В 2022 году в результате филогеномного исследования Heteroponerinae признаны синонимом Ectatomminae и включены в него в качестве трибы Heteroponerini с родами Acanthoponera, Aulacopone, Boltonia Camacho and Feitosa 2022, Heteroponera. Остальные роды (включая несколько выделенных из Gnamptogenys) включены в трибу Ectatommini: Ectatomma, Gnamptogenys, Holcoponera status revived, Poneracantha status revived, Rhytidoponera, Stictoponera status revived, Typhlomyrmex.

### Список родов
- Триба Ectatommini Emery, 1895
  - Alfaria Emery (около 15 видов из Gnamptogenys; Неотропика)
  - Ectatomma Smith, 1858 — 15 видов
  - Gnamptogenys Roger, 1863 — около 40 видов; Новый Свет (в широком объёме ранее около 140)
  - Holcoponera Mayr (около 50 видов из Gnamptogenys)
  - Poneracantha Emery (около 20 видов из Gnamptogenys; Неотропика)
  - Rhytidoponera Mayr, 1862 — 105 видов
  - Stictoponera Mayr (около 50 видов из Gnamptogenys; Юго-Восточная Азия)
  - Typhlomyrmex Mayr, 1862 — 6 видов (ранее в Typhlomyrmecini Emery, 1911)

- Триба Heteroponerini Bolton, 2003
  - Acanthoponera Mayr, 1862
  - Aulacopone Arnol’di, 1930
  - Boltonia Camacho et Feitosa, 2022 (из Heteroponera). Имя оказалось преоккупировано двумя ископаемыми таксонами насекомых, †Boltonia Pruvost, 1919 из Homoiopteridae (Palaeodictyoptera) и †Boltonia  Handlirsch 1920, которое ныне синоним Necymylacris Scudder, 1879 (Necymylacridae), и поэтому заменено на Bazboltonia. Оба первых таксона названы в честь палеоэнтомолога Herbert Bolton, а муравьиный таксон — в честь Barry Bolton[15].
    - Boltonia microps (Borgmeier, 1957) (=Heteroponera microps)[16]

  - Heteroponera Mayr, 1887

- Incertae sedis
  - †Canapone Dlussky, 1999 — ископаемый род
  - †Electroponera Wheeler, 1915 — ископаемый род
  - †Pseudectatomma Dlussky & Wedman, 2012 — ископаемый род

Ископаемый эоценовый род †Syntaphus Donisthorpe, 1920 из Formicidae перенесён в состав Braconidae.

## Генетика
Данные для вида Ectatomma tuberculatum:
Геном: 0,71 пг (C value)

## Фронтальный вид головы

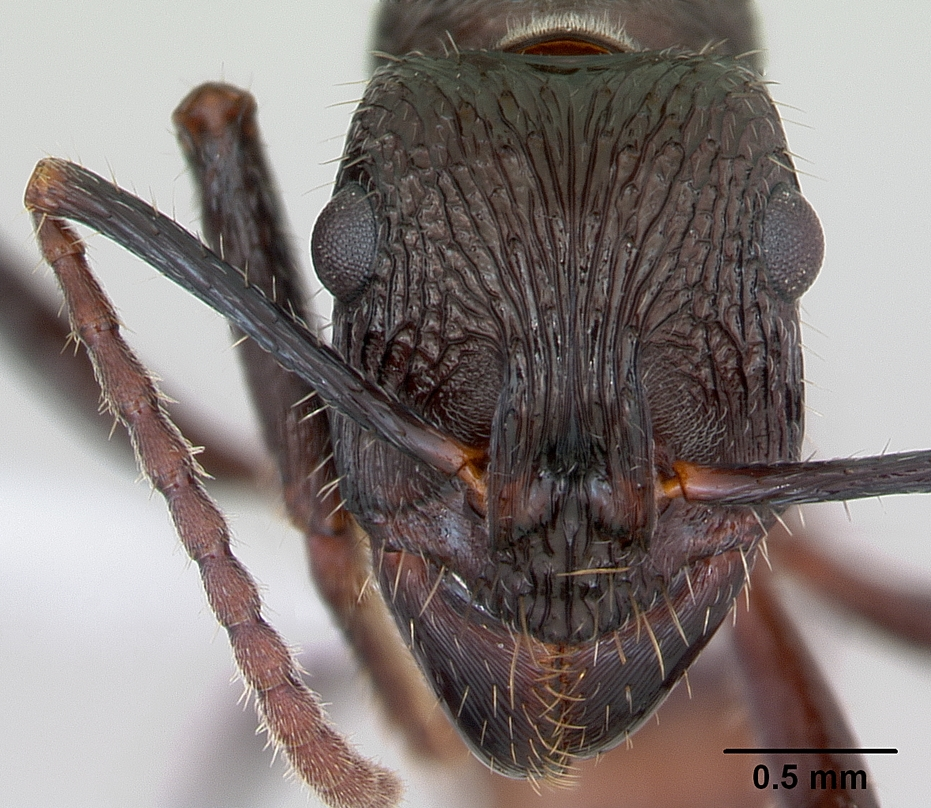
Ectatomma edentatum
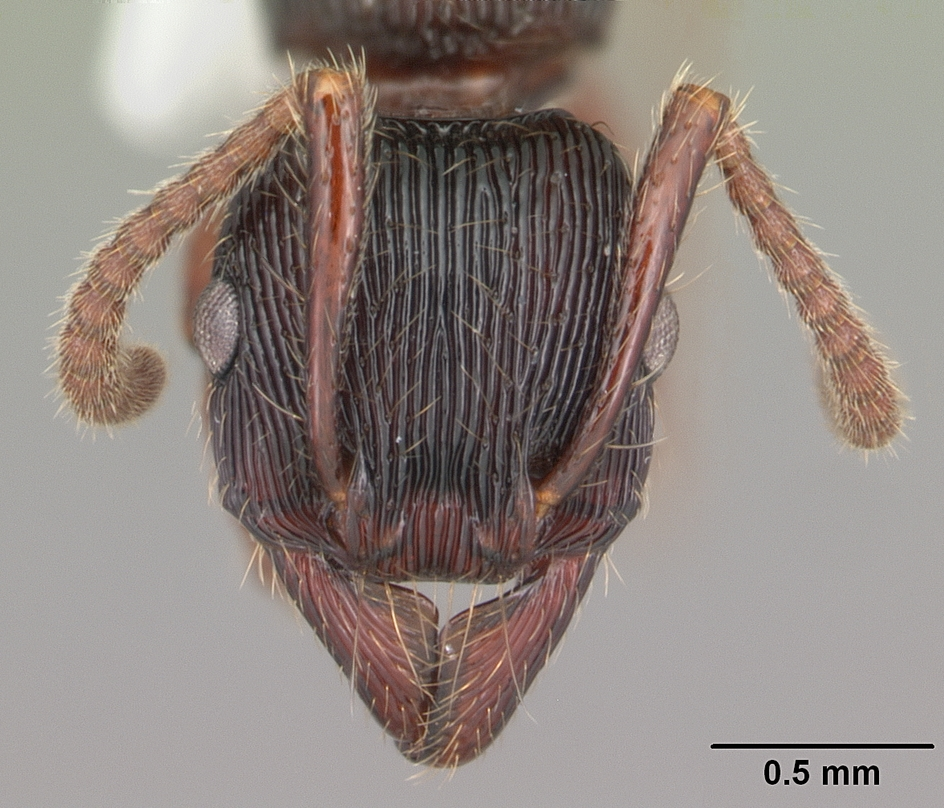
Gnamptogenys triangularis
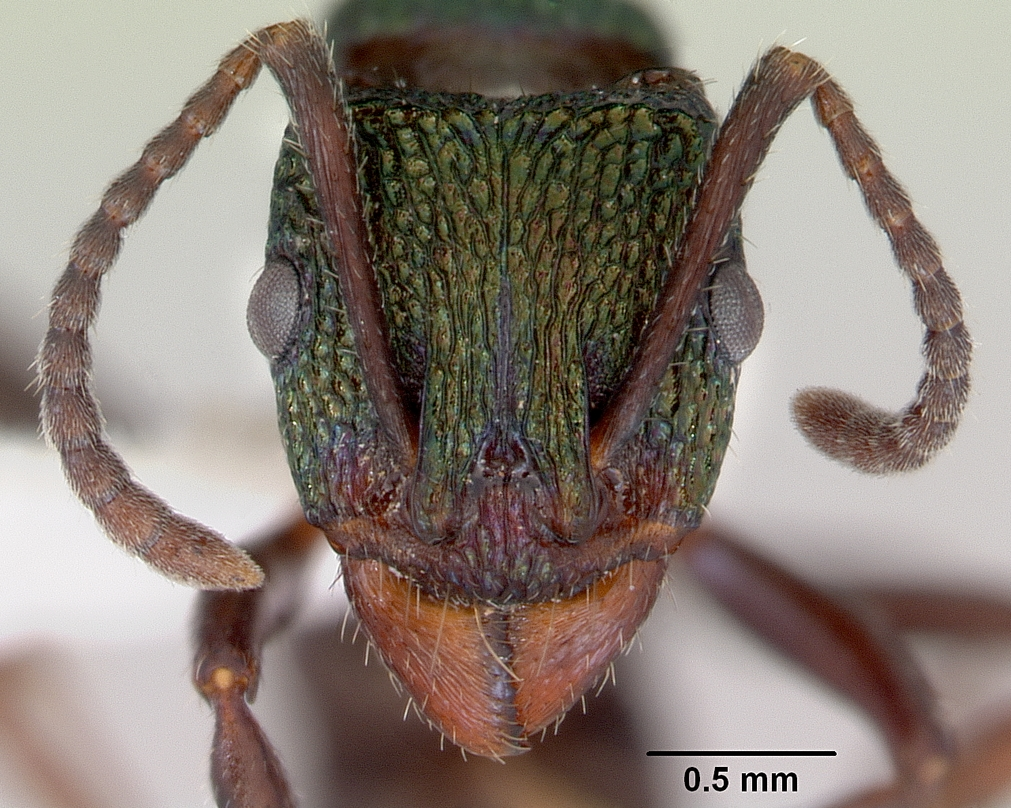
Rhytidoponera metallica
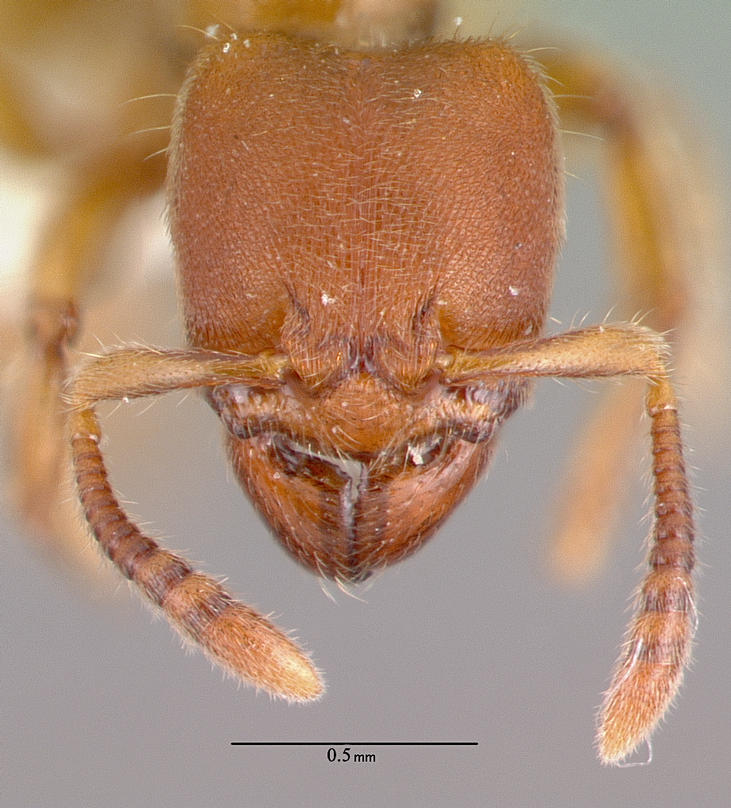
Typhlomyrmex rogenhoferi

## Вид в профиль

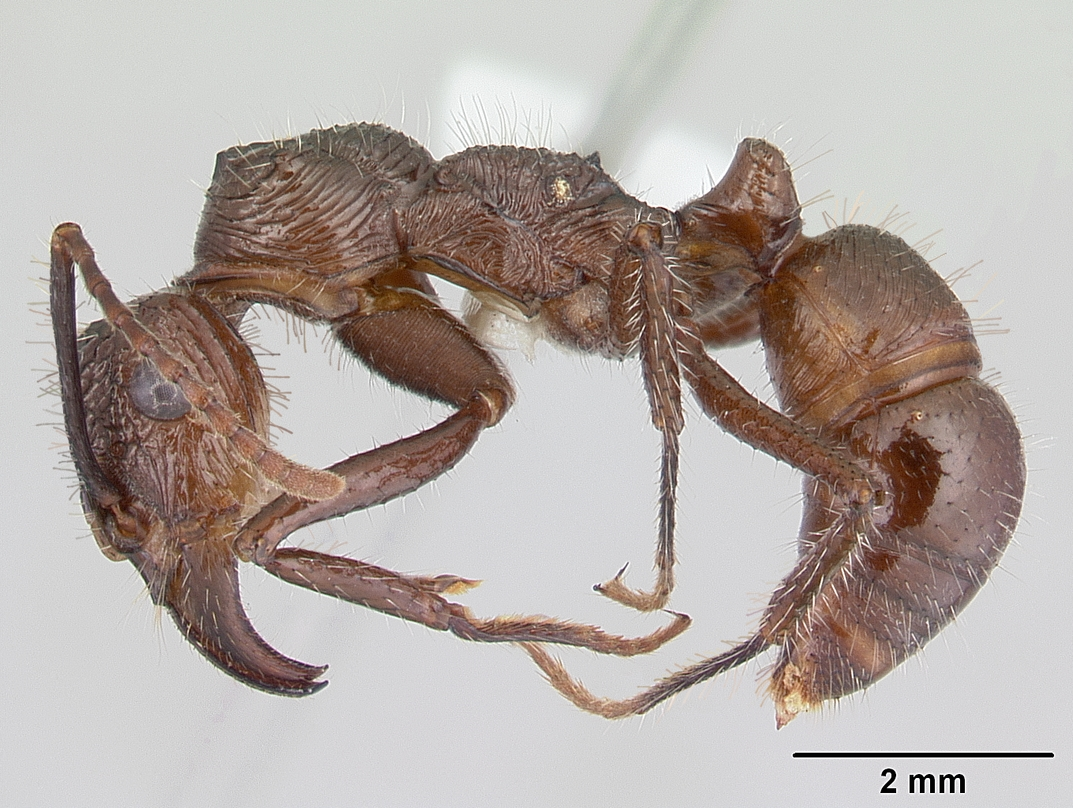
Ectatomma tuberculatum
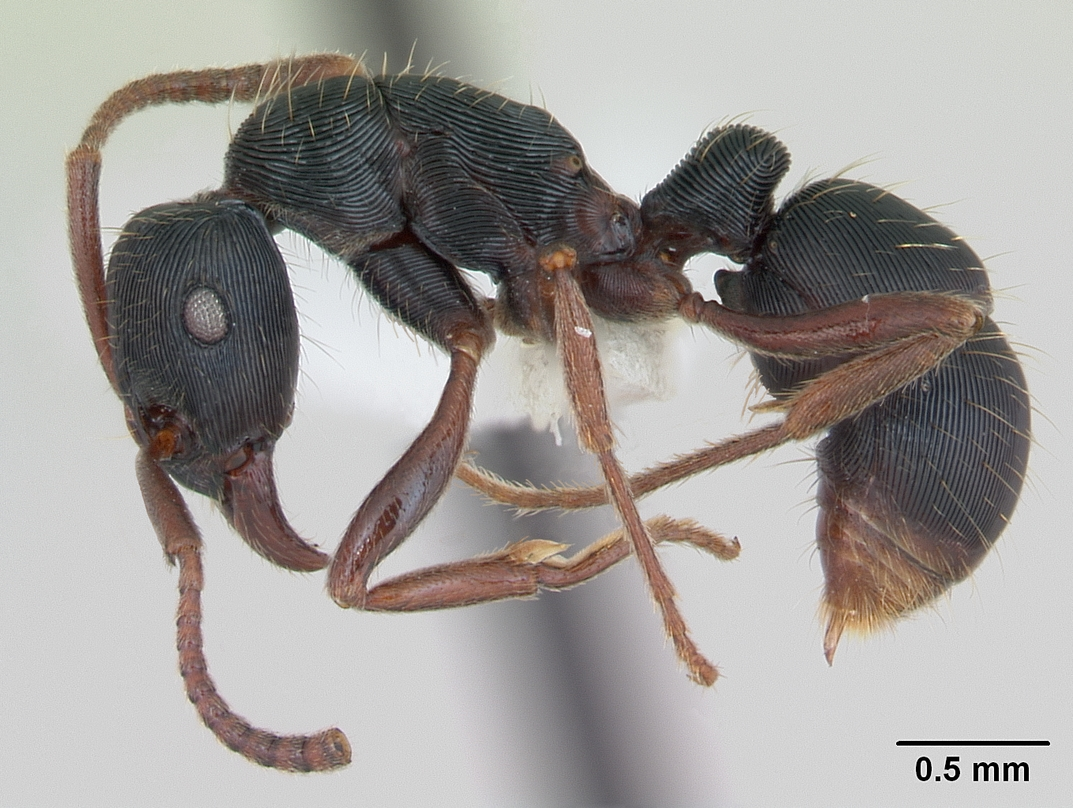
Gnamptogenys striatula
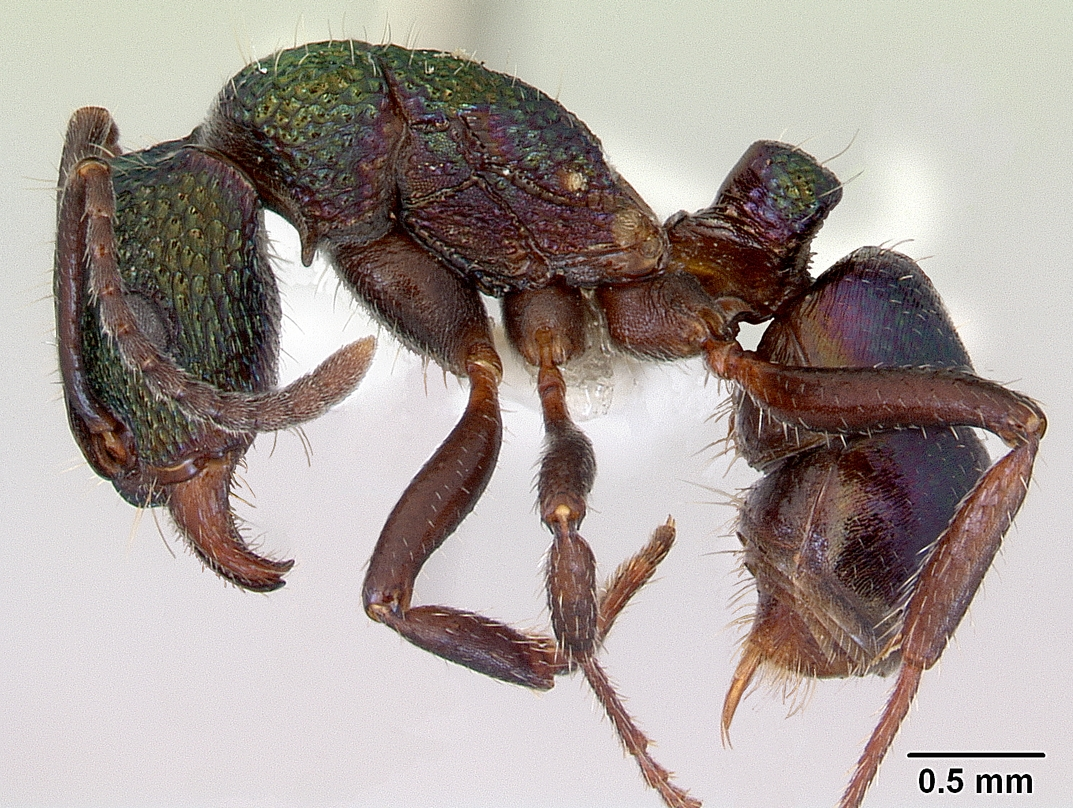
Rhytidoponera metallica
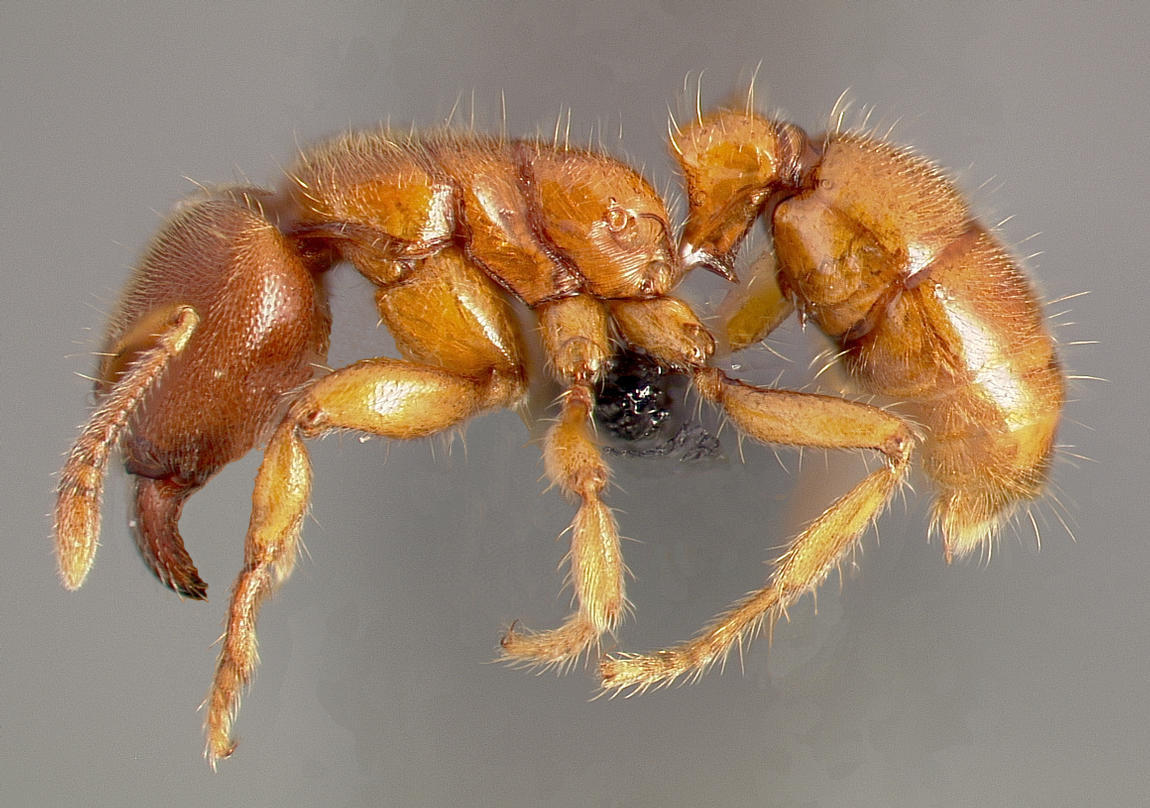
Typhlomyrmex rogenhoferi